# Zbieżność jednostajna

Ciąg funkcji zbiega jednostajnie do, gdy dla dowolnie małego istnieje indeks N taki, że wykresy wszystkich funkcji o indeksach są zawarte w -rurce, której środkiem biegnie wykres funkcji.

Zbieżność jednostajna (równomierna) – sposób zbieżności ciągu funkcyjnego spełniający silniejsze wymagania niż wymóg zbieżności punktowej, tj. zbieżności ciągu zachodzącej niezależnie w poszczególnych punktach {\displaystyle x} z dziedziny funkcji {\displaystyle X}.  
Istotną różnicą jest, iż zbieżność punktowa może prowadzić w granicy np. do funkcji {\displaystyle f} nieciągłej (przykładowo jest tak dla ciągu funkcyjnego {\displaystyle f_{n}(x)=\sin ^{n}(x)}, pokazanego na rysunku, co omówiono dokładnie dalej) zaś zbieżność jednostajna (równomierna) zapewnia, że granicą ciągu jest funkcja {\displaystyle f} ciągła. Także inne własności poszczególnych funkcji {\displaystyle f_{n}}, jak całkowalność w sensie Riemanna (tj. spełnianie przez funkcje {\displaystyle f_{n}} warunków, by można było z nich liczyć całkę Riemanna), oraz - z dodatkowymi założeniami - różniczkowalność poszczególnych funkcji {\displaystyle f_{n}}, jest przenoszonych na funkcję {\displaystyle f}, jeżeli ciąg funkcyjny zbiega do funkcji {\displaystyle f} jednostajnie.  
Jeśli zaś zbieżność ciągu nie jest jednostajna, to powyższe własności poszczególnych funkcji {\displaystyle f_{n}} mogą nie występować w funkcji {\displaystyle f}. 

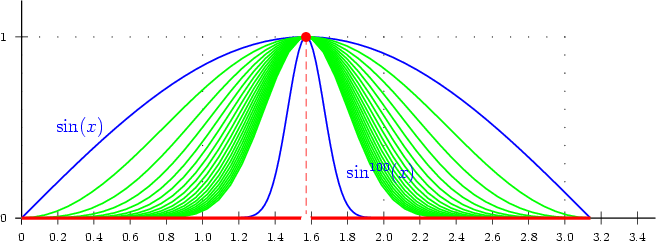
Granica ciągu funkcji ciągłych nie musi być ciągła: ciąg funkcji (zaznaczone na zielono i niebiesko) zbiega punktowo w całej dziedzinie, ale graniczna funkcja jest nieciągła (zaznaczona na czerwono).

Różnica między zbieżnością jednostajną a zbieżnością punktową nie była w pełni doceniana we wczesnej historii rachunku różniczkowego i całkowego, co prowadziło do przypadków błędnego rozumowania. Koncepcja zbieżności jednostajnej została po raz pierwszy sformalizowana przez Karla Weierstrassa. 

## Rys historyczny
W 1821 roku Augustin-Louis Cauchy opublikował dowód, że zbieżna suma funkcji ciągłych jest zawsze ciągła. Dirichlet zanalizował argumenty Cauchy’ego, znalazł błąd i wskazał dodatkowe założenie potrzebne dla ciągłości funkcji granicznej. W 1906 Maurice Fréchet opublikował metrykę zbieżności jednostajnej (chociaż twierdził on, że ta metryka była już rozważana wcześniej przez Karla Weierstrassa). Zbieżność punktowa szeregu funkcyjnego nie gwarantuje, iż granica tego ciągu będzie funkcją stałą. Warunkiem wystarczającym jest zbieżność jednostajna ciągu funkcyjnego.

## Definicja ciągu funkcyjnego. Zbieżność zwykła
Ciąg funkcyjny {\displaystyle \{f_{n}(x)\}} określony na podzbiorze {\displaystyle X} zbioru liczb rzeczywistych {\displaystyle X\subseteq R} lub zespolonych {\displaystyle \,X\subseteq C} jest to przyporządkowanie każdej liczbie naturalnej {\displaystyle n} dokładnie jednej funkcji {\displaystyle f_{n}(x)} określonej na tym zbiorze.
Zamiast {\displaystyle \{f_{n}(x)\}} piszemy też {\displaystyle f_{1},f_{2},\ldots f_{n},\ldots }

### Przykład 1: Ciąg funkcyjny
{\displaystyle \{f_{n}(x)\}=\{nx^{2}+{\frac {x}{n}}\}\equiv x^{2}+{\frac {x}{1}},\,2x^{2}+{\frac {x}{2}},\,3x^{2}+{\frac {x}{3}},\,\ldots ,nx^{2}+{\frac {x}{n}},\ldots }
- poszczególne funkcje ciągu są zależne od wartości indeksu {\displaystyle n\in N}; {\displaystyle x\in X} - liczba rzeczywista / zespolona.

### Przykład 2: Zbieżność ciągu funkcji ciągłych do funkcji nieciągłej
Dany jest ciąg funkcji
{\displaystyle f_{n}(x)=\sin ^{n}(x)}
Zbadamy zbieżność ciągu dla różnych wartości {\displaystyle x}
a) {\displaystyle x=n\pi ,n=0,\pm 1,\pm 2,\ldots } - miejsca zerowe funkcji
Wtedy: {\displaystyle \sin(n\pi )=0} oraz {\displaystyle \sin ^{n}(n\pi )=0}, czyli {\displaystyle \lim \limits _{n\to +\infty }\sin ^{n}(n\pi )=\lim \limits _{n\to +\infty }0^{n}=0}
b) {\displaystyle x={\tfrac {\pi }{2}},{\tfrac {5\pi }{2}},{\tfrac {(4k+1)\pi }{2}},k=0,\pm 1,\pm 2,\ldots } - maksima funkcji
Wtedy np: {\displaystyle \sin(\pi )=1} oraz {\displaystyle \sin ^{n}({\tfrac {\pi }{2}})=1}, czyli {\displaystyle \lim \limits _{n\to +\infty }\sin ^{n}({\tfrac {\pi }{2}})=\lim \limits _{n\to +\infty }1^{n}=1}
Identyczny wynik otrzymamy dla wszystkich punktów, gdzie funkcja sinus przyjmuje wartość równą 1.
c) Analogicznie dla punktów, gdzie funkcje mają minima równe -1: otrzymamy w granicy ciągu funkcyjnego wartość -1.
d) {\displaystyle x\neq n{\tfrac {\pi }{2}},n\in N}
Wtedy: {\displaystyle |\sin(x)|<1} oraz {\displaystyle \lim \limits _{n\to +\infty }\sin ^{n}(x)=0}
Otrzymane tu wyniki są zilustrowane na wykresie, przy czym pokazano tam tylko ciąg funkcyjny i funkcję graniczną dla {\displaystyle x\in <0,2\pi >}, nie widać więc części, gdzie funkcje ciągu i funkcja graniczna przyjmują wartości ujemne. 
Wnioski: 
1. Ciąg funkcyjny z funkcji ciągłych {\displaystyle \sin ^{n}(x)} daje funkcje nieciągłą.
2. Ciągłość funkcji ciągu funkcyjnego nie jest więc warunkiem wystarczającym do otrzymania funkcji ciągłej w granicy ciągu.

## Zbieżność zwykła i jednostajna w przestrzeniach zespolonych
Zbiór liczb zespolonych jest przestrzenią metryczną z metryką daną przez moduł
{\displaystyle d(x,y)=|x-y|}
gdzie {\displaystyle x,y\in C}.

### Definicja zbieżności zwykłej[2]
Niech {\displaystyle X} oznacza niepusty podzbiór zbioru liczb zespolonych. Niech {\displaystyle \{f_{n}(z)\}\equiv f_{1},f_{2},\ldots f_{n},\ldots } oznacza ciąg funkcji zespolonych o dziedzinie w zbiorze {\displaystyle X},  {\displaystyle f_{n}\colon X\to \mathbb {C} ,\,n=1,2,\ldots ,n,\ldots }
Def. Mówimy, że ciąg funkcji {\displaystyle f_{1},f_{2},\ldots f_{n},\ldots } określonych na zbiorze {\displaystyle X} zbiega (w sposób zwykły) do funkcji {\displaystyle f\colon X\to C}, jeżeli dla dowolnej liczby {\displaystyle \epsilon >0} istnieje liczba naturalna {\displaystyle N(z)} zależna od punktu {\displaystyle z} taka, że funkcje {\displaystyle f_{N+1}(z),f_{N+2}(z),\ldots } są odległe od funkcji {\displaystyle f(z)} o mniej niż {\displaystyle \epsilon } w każdym punkcie swojej dziedziny, tj.
{\displaystyle |f_{n}(z)-f(z)|<\epsilon \quad } dla {\displaystyle n\geq N(z)}
gdzie {\displaystyle |.|} oznacza moduł.
Funkcję {\displaystyle f} nazywamy funkcją graniczną, a ciąg funkcyjny {\displaystyle \{f_{n}(z)\}} nazywamy ciągiem funkcyjnym zbieżnym do funkcji {\displaystyle f} i piszemy
{\displaystyle \lim _{n\to \infty }f_{n}(z)=f(z)}

### Definicja zbieżności jednostajnej[3]
Def. Mówimy, że ciąg funkcji {\displaystyle f_{1},f_{2},\ldots f_{n},\ldots } określonych na zbiorze {\displaystyle X} zbiega jednostajnie do funkcji {\displaystyle f\colon X\to C}, jeśli dla dowolnej liczby {\displaystyle \epsilon >0} istnieje liczba naturalna {\displaystyle N} taka sama dla wszystkich punktów z dziedziny {\displaystyle X}, że funkcje {\displaystyle f_{N},f_{N+1},f_{N+2},\ldots } są odległe od funkcji {\displaystyle f} o mniej niż {\displaystyle \epsilon } w każdym punkcie swojej dziedziny, tj.
{\displaystyle |f_{n}(x)-f(x)|<\epsilon \quad } dla {\displaystyle n\geq N}
gdzie {\displaystyle |.|} oznacza moduł.
Def. Jeśli ciąg funkcji {\displaystyle (f_{n})} zbiega jednostajnie do funkcji {\displaystyle f,} to mówi się, że {\displaystyle f} jest granicą jednostajną ciągu {\displaystyle (f_{n})} i pisze się  {\displaystyle f_{n}\rightrightarrows f.}
Uwaga:
Warunek zbieżności jednostajnej jest bardziej restrykcyjny niż zbieżności zwykłej. Dlatego każdy ciąg jednostajnie zbieżny jest zbieżny zwyczajnie, ale nie na odwrót.

## Zbieżność jednostajna w przestrzeniach rzeczywistych
Definicje zbieżności zwykłej i jednostajnej są prawie identyczne w zbiorze liczb rzeczywistych, jak w zbiorze liczb zespolonych z tą różnicą, że {\displaystyle |.|} oznacza tu nie moduł w dziedzinie liczb zespolonych, ale wartość bezwzględną, która w tym wypadku jest właściwą miara odchylenia wyrazów ciągu funkcji od funkcji granicznej. 
Def. Ciąg funkcji {\displaystyle f_{1},f_{2},\ldots f_{n},\ldots \colon X\to X} określonych na podzbiorze {\displaystyle X} zbioru liczb rzeczywistych {\displaystyle R} zbiega jednostajnie do funkcji {\displaystyle f\colon X\to R}, jeśli dla dowolnej liczby {\displaystyle \epsilon >0} istnieje liczba naturalna {\displaystyle N} taka, że funkcje {\displaystyle f_{N},f_{N+1},f_{N+2},\ldots } są odległe od funkcji {\displaystyle f} o mniej niż {\displaystyle \epsilon } w każdym punkcie swojej dziedziny, tj.
{\displaystyle |f_{n}(x)-f(x)|<\epsilon \quad } dla {\displaystyle n\geq N}
gdzie {\displaystyle |.|} oznacza wartość bezwzględną.

## Zbieżność jednostajna w dowolnych przestrzeniach metrycznych
Analogicznie definiuje się zbieżność zwykłą i jednostajną w dowolnych przestrzeniach metrycznych: {\displaystyle |.|} oznacza teraz odległość ciągu funkcyjnego od funkcji granicznej, mierzoną wg przyjętej w danej przestrzeni miary. Miara, działając na dwa elementy przestrzeni, zwraca odległości między nimi. 
Przyjmuje się też oznaczenie {\displaystyle d_{Y}} oznaczające miarę.
Def. Niech {\displaystyle X} będzie niepustym zbiorem, a {\displaystyle (Y,d_{Y})} oznacza przestrzeń metryczną, z metryką {\displaystyle d_{Y}}. Ciąg {\displaystyle (f_{n})_{n\in \mathbb {N} }} funkcji {\displaystyle f_{n}\colon X\to Y} nazywamy jednostajnie zbieżnym do funkcji {\displaystyle f\colon X\to Y,} jeżeli
{\displaystyle \forall _{\epsilon >0}\;\exists _{N\in \mathbb {N} }\;\forall _{n\geqslant N}\;\forall _{x\in X}\;\,d_{Y}{\big [}f_{n}(x),f(x){\big ]}<\epsilon .}
Powyższa definicja wymaga więc, by istniała granica
{\displaystyle \lim _{n\to \infty }\;\sup _{x\in X}{\big (}d_{Y}[f_{n}(x),f(x){\big ]})=0.}

## Przykłady
- Każdy ciąg stały jest zbieżny jednostajnie (do swojego stałego wyrazu).
- Granica jednostajna ciągu funkcji które nie są ciągłe w żadnym punkcie może być ciągła. Rozważmy np. funkcję Dirichleta {\displaystyle I_{\mathbb {Q} }} i połóżmy {\displaystyle f_{n}(x)=2^{-n}I_{\mathbb {Q} }(x)} dla {\displaystyle x\in \mathbb {R} .} Wówczas {\displaystyle f_{n}\rightrightarrows 0.}
- Na mocy twierdzenia Weierstrassa każda funkcja ciągła {\displaystyle f\colon [a,b]\to \mathbb {R} ,} gdzie {\displaystyle a,b\in \mathbb {R} } i {\displaystyle a<b,} jest granicą jednostajną ciągu wielomianów.
- Rozważmy funkcje {\displaystyle f_{n}\colon [0,1]\to [0,1]} zadane w dziedzinie {\displaystyle x\in [0,1]} wzorem {\displaystyle f_{n}(x)=x^{n}} dla {\displaystyle n\in \mathbb {N} .} Niech {\displaystyle f\colon [0,1]\to [0,1]} będzie dana wzorem

{\displaystyle f(x)={\begin{cases}0&{\mbox{dla }}0\leqslant x<1,\\1&{\mbox{dla }}x=1.\end{cases}}}
Wówczas {\displaystyle f_{n}\to f,} lecz {\displaystyle f_{n}\not \rightrightarrows f.} Def. Ciąg {\displaystyle (f_{n})} zbiega ciągle w silnym sensie do funkcji {\displaystyle f,} jeśli dla każdego ciągu {\displaystyle (x_{n})} elementów przestrzeni {\displaystyle X,} jeśli ciąg {\displaystyle {\big (}f(x_{n}){\big )}} jest zbieżny w {\displaystyle Y,} to także ciąg {\displaystyle {\big (}f_{n}(x_{n}){\big )}} jest zbieżny oraz {\displaystyle f(x_{n})\to f_{n}(x_{n}).} Tw. Zbieżność jednostajna pociąga ciągłą zbieżność w silnym sensie. Jeśli {\displaystyle Y} jest zwarta, to pojęcie zbieżności ciągłej w silnym sensie pokrywa się z pojęciem zbieżności jednostajnej. Jeśli {\displaystyle X} jest zwarta, to pojęcie ciągłej zbieżności jest równoważne zbieżności jednostajnej.  Więcej informacji - patrz monografia Kazimierza Kuratowskiego.

## Zbieżność jednostajna w przestrzeniach funkcji ciągłych
Tw. Niech {\displaystyle X,Y} będą przestrzeniami metrycznymi, a {\displaystyle {\mathcal {C}}(X,Y)} oznacza zbiór wszystkich funkcji ciągłych z przestrzeni {\displaystyle X} w przestrzeń {\displaystyle Y.} Dla {\displaystyle f,g\in {\mathcal {C}}(X,Y)} określamy
{\displaystyle d(f,g)=\sup _{x\in X}{\Big [}\min {\big [}1,\varrho _{Y}{\big (}g(x),f(x){\big )}{\big ]}{\Big ]}}
Wówczas {\displaystyle d} jest metryką na zbiorze {\displaystyle {\mathcal {C}}(X,Y)}. Metrykę {\displaystyle d} nazywa się metryką zbieżności jednostajnej.
Tw. Jeśli {\displaystyle X} jest przestrzenią zwartą, to topologia zbieżności jednostajnej na {\displaystyle {\mathcal {C}}(X,Y)} zgadza się z tzw. topologią naturalną, zwaną też topologią zwarto-otwartą, która jest generowana przez podbazę złożoną ze wszystkich zbiorów postaci
{\displaystyle U(C,V)={\big \{}f\in {\mathcal {C}}(X,Y)\colon f[C]\subseteq V{\big \}},} gdzie {\displaystyle C\subseteq X} jest zbiorem zwartym, a {\displaystyle V\subseteq Y} jest zbiorem otwartym.
Tw. Jeśli {\displaystyle X} jest przestrzenią zwartą, a {\displaystyle Y} jest przestrzenią zupełną, to {\displaystyle {\mathcal {C}}(X,Y)} również jest przestrzenią zupełną.
Tw. {\displaystyle {\mathcal {C}}{\big (}[0,1],\mathbb {R} {\big )}} jest przestrzenią polską.

## Zbieżność prawie jednostajna w przestrzeniach mierzalnych
Twierdzenie Jegorowa jest motywacją do wprowadzenia osobnego pojęcia dla ciągów funkcyjnych zdefiniowanych na przestrzeniach mierzalnych. 
Niech {\displaystyle f_{1},f_{2},\ldots \colon X\to \mathbb {R} } będzie ciągiem funkcji mierzalnych rzeczywistych, których dziedziną jest przestrzeń z miarą {\displaystyle (X,{\mathcal {F}},\mu )}. 
Def. Mówimy, że ciąg {\displaystyle f_{n}} jest  zbieżny prawie jednostajnie do funkcji {\displaystyle f\colon X\to \mathbb {R} }, jeśli dla każdej liczby {\displaystyle \epsilon >0} istnieje zbiór {\displaystyle A\in {\mathcal {F}}} taki, że {\displaystyle \mu (X\setminus A)<\epsilon } oraz ciąg {\displaystyle (f_{n})} jest zbieżny jednostajnie do funkcji {\displaystyle f}.
Zbieżność jednostajna jest warunkiem silniejszym niż zbieżność prawie jednostajna. Na skończonej przestrzeni z miarą zbieżność prawie wszędzie jest równoznaczna ze zbieżnością prawie jednostajną.

## Zbieżność niemal jednostajna w przestrzeniach topologicznych
Def. Jeżeli {\displaystyle X} jest przestrzenią topologiczną, to ciąg {\displaystyle (f_{n})_{n\in \mathbb {N} }} funkcji {\displaystyle f_{n}\colon X\to Y} jest niemal jednostajnie zbieżny do funkcji {\displaystyle f\colon X\to Y,} jeżeli dla każdego zbioru zwartego {\displaystyle K\subseteq X} ciąg {\displaystyle (f_{n}|_{K})} jest jednostajnie zbieżny.